# Liga Sprawiedliwych: Nowa granica
Liga Sprawiedliwych: Nowa granica (ang. Justice League: The New Frontier) – amerykański fantastycznonaukowy film animowany z 2008 roku.

## Fabuła
Film przedstawia jedną z wersji powstania Justice League. Akcja rozgrywa się po wojnie koreańskiej. Poszczególnym superbohaterom nadano wygląd zbliżony do tego, co w komiksach z tamtego okresu.
Nieznana istota, która nazywa siebie Jądrem chce zniszczyć ludzkość. Za to, że ta wszystko niszczy. Batman, Wonder Woman, Flash i Superman działają w pojedynkę w zwalczaniu kryminalistów. Dość często jednak po pokonaniu przestępcy, przemawia przez niego Jądro informując że to już koniec ludzkości. Na ziemię przypadkowo zostaje teleportowany Marsjanin Łowca. Zmiennokształtny kosmita zostaje policjantem. Wytropił sektę mordującą dzieci, by wzmocnić Jądro. Hal Jordan odnajduje półżywego Abin Sura i dostaje od niego Zielony Pierścień Mocy. Superbohaterowie łączą swoje siły z wojskiem, odnajdują wroga i przypuszczają atak.